# Hetmanat cosaque
Pour les articles homonymes, voir Hetmanat.
1649–1764
L'Hetmanat cosaque (ukrainien : Гетьма́нщина, Het'manchtchyna) est l'organisation territoriale, politique, militaire et sociale des Cosaques ukrainiens de 1649 à 1764. L'Hetmanat cosaque était dirigé par un hetman et une assemblée des Cosaques appelée Rada. Il a été constitué en Ukraine centrale sur les rives du Dniepr. Les Cosaques ont combattu pour leur indépendance la république des Deux Nations (union de la Pologne et de la Lituanie du XVIe à la fin du XVIIIe siècle), l'Empire ottoman, le tsarat de Russie, puis l'Empire russe (créé en 1721) qui a finalement soumis l'Hetmanat.

## Formation et développement

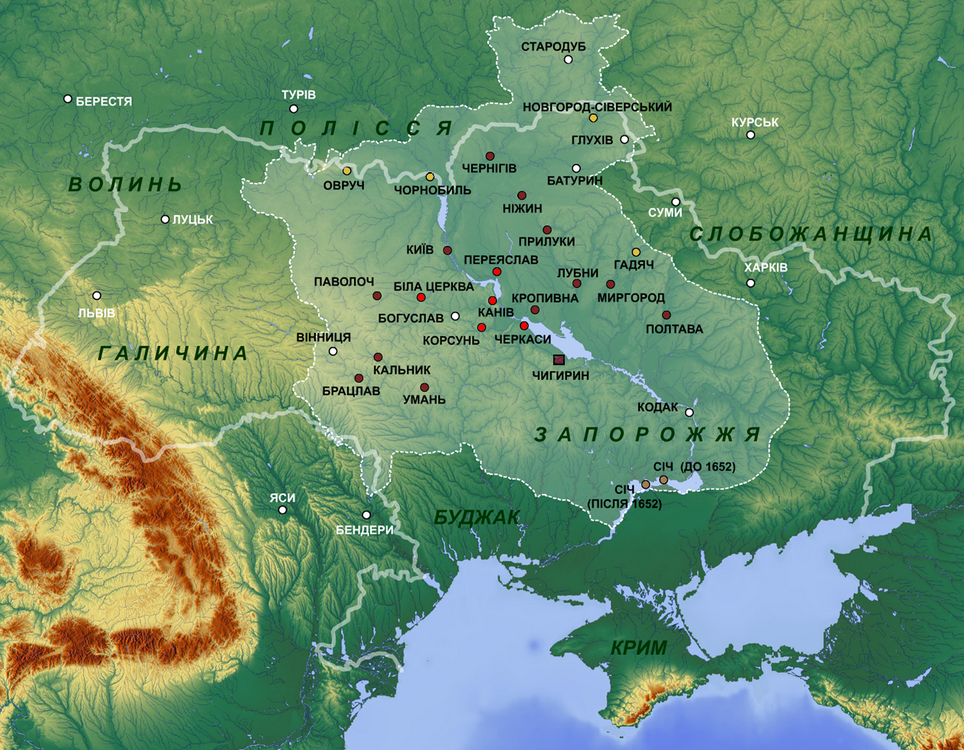
Territoire gagné après la rébellion de Bogdan Khmelnitski.

La naissance de l'Hetmanat se produisit à la suite du soulèvement de Khmelnytsky, rassemblant dans une même révolte Cosaques et population ukrainienne menée par Bohdan Khmelnytsky contre la république des Deux Nations en 1648. L'entité autonome est reconnue en 1649 lorsque est signé le traité de Zboriv entre les forces opposées mais les hostilités reprennent en 1651. Les victoires polonaises et cosaques se succèdent et finalement, en 1654, les cosaques réunis en rada à Pereiaslav déclarent dans un traité se placer sous la suzeraineté du tsar de Russie. Pour préserver ses libertés, l'Hetmanat change de suzerain, en signant en 1658 le traité d'Hadiatch avec la République des Deux Nations. L'indécision entre suzeraineté moscovite et polonaise et les ambitions de chacun finissent par scinder l'entité autonome en deux, avec un Hetmanat de la rive gauche et un Hetmanat de la rive droite du Dnipro. Cette période débutant en 1660 est connue sous le nom de « Déluge » dans l'histoire de la Pologne. Le traité d'Androussovo en 1667 entre Pologne et Russie formalise cette division de l'Hetmanat. Tandis que l'Hetmanat de la rive gauche se voyait de plus en plus contrôlé par la Russie, les cosaques de la rive droite restaient sous la domination polonaise tout en se tournant  vers une alliance avec les Ottomans.
À la suite du traité de Karlowitz en 1699, Polonais et Ottomans conclurent une paix et l'Hetmanat de la rive droite fut supprimé. Une révolte s'ensuivit. Un nouveau protagoniste dans la région arriva, la Suède, qui fit élire son candidat sur le trône de Pologne. Ivan Mazepa, désormais seul hetman (l'Hetmanat étant désormais réduit à la rive gauche) s'allia à la Suède en 1708. En réaction, l'ataman Kondrati Boulavine fut élu sous la pression moscovite pour remplacer Mazepa qui menait la Révolte de Boulavine. La bataille de Poltava en 1709 ayant été une victoire éclatante de la Russie sur la Suède, Mazepa et ses cosaques durent fuir et obtinrent l'asile en territoire ottoman. La Russie fut de plus en plus présente dans les affaires intérieures de l'Hetmanat jusqu'à destituer son dernier hetman en 1764 et supprimer structurellement l'entité quelques années après.
Dans un cadre contemporain, il y eut une brève résurgence de l'Hetmanat en 1918 avec pour gouverneur Pavlo Skoropadsky.